# Altica engstroemi
Altica engstroemi es una especie de  coleóptero de la familia Chrysomelidae. Fue descrita científicamente por primera vez en 1894 por Sahlberg.